# Kakariki horský
Kakariki horský (Cyanoramphus malherbi), někdy též kakariki alpský, je středně velký druh papouška z Nového Zélandu. Papoušek byl kdysi rozšířen po celém souostroví, avšak následkem introdukce krys a hranostajů je populace druhu omezena na několik lokací na Jižním ostrově. V rámci záchranných operací druhu byl kakariki horský přemístěn na několik příbřežních ostrůvků bez savčích predátorů, kde založil životaschopné, avšak velmi malé populace. Celková populace druhu se odhaduje na 300–400 jedinců a kvůli neutuchajícím hrozbám je druh hodnocen jako kriticky ohrožený. Taxonomický status kakarikiho horského byl dlouhou dobu nevyjasněn a teprve genetické studie z počátku 21. století definitivně potvrdily, že se jedná o samostatný druh a ne morfu či poddruh kakarikiho žlutočelého.
Opeření kakarikiho horského je většinou zelené, výrazný je oranžový pásek vedoucí od ozobí k očím. Mezi očima až na vrchol hlavy se táhne žlutý pruh. Na stranách kostřece jsou oranžové skvrny. Kakariki se živí semeny, květy, pupeny a bezobratlými živočichy. Výskyt druhu se silně spojován s pabukovými lesy. Hnízdní v dutinách stromů, typická snůška obsahuje kolem 7 vajec. Inkubuje pouze samice, samec ji však v době sezení na vejcích pomáhá shánět potravu. Rodičovská péče je nejdříve na samici, později střídavá. Vedle zmíněných hranostajů a krys druh ohrožují i kusuové liščí, kteří také požírají vejce a mláďata, a patrně i některé introdukované druhy ptáků, které konkurují kakarikijům v potravě a v hnízdních stanovištích. 

## Systematika
Druh poprvé popsal Charles de Souancé v roce 1857. Souancé druh pojmenoval jako Cyanoramphus malherbi na počest Alfreda Malherbeho, mecenáše Muzea v Mety (Musée de la Cour d'Or - Metz Métropole), kde Souancé tehdy pracoval. Již od prvního popisu však provázelo taxonomické zařazení papouška problém. Souancé v popisu napsal, že biotop nově popsaného druhu je neznámý, což v následujících letech vířilo debaty o tom, zda se skutečně jedná o samostatný druh, poddruh či jen odlišně zbarvenou morfu kakarikiho žlutočelého (C. auriceps). Ještě v roce 1990 Ornitologická společnost Nového Zélandu považovala taxon za konspecifický ke kakarikimu žlutočelému, šili kakarikimu horskému nebyl přiřazen ani status poddruhu.
V průběhu let nicméně začaly vycházet studie ukazující odlišnost kakarikiho horského od kakarikiho žlutočelého. Podle terénních pozorování v údolí Huruni, kde se areál kakarikiů horských překrývá s areálem kakarikiů žlutočelých, bylo zjištěno, že u druhů dochází ke striktnímu výběrovému párování, tzn. běžně nedochází ke tvorbě smíšených párů, což je významný biologický ukazatel samostatnosti druhu. Vedle toho byly zjištěny i malé, avšak významné rozdíly ve vokalizaci. Studie velikosti zobáků (2001) obou druhů ukázala, že samci kakarikiů horských mají oproti samcům kakarikiů žlutočelých v průměru kratší zobáky o 0,7–0,8 mm. V roce 2000 pak vyšla i genetická studie, jejíž výsledky potvrdily status kakarikiho horského coby samostatného druhu. Studie dokonce odhalila, že kakariki horský je příbuznější s C. hochstetteri z Ostrovů Protinožců, než s kakarikim žlutočelým.
Samostatnost druhu uznávají klíčové taxonomické autority jako je IOC World Bird List, Clementsův seznam ptáků, IUCN nebo novozélandské Ministerstvo památkové péče.

## Popis

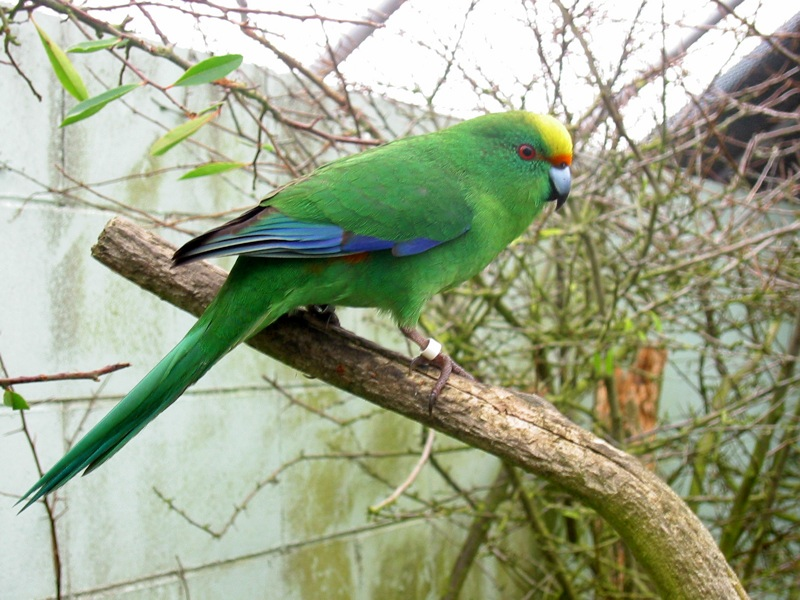
Kakariki horský s patrnými azurovými letkami a dlouhým ocasem

Jedná se o středně velkého papouška s dlouhým ocasem. Samec dosahuje délek kolem 22 cm a váhy kolem 45 g, samice 20 cm a váhy 35 g.
Opeření je většinou sytě zelené s jemně namodralým iridiscentním odleskem. Po stranách kostřece se nachází na každé straně oranžový flek. Nad ozobím se táhne příčný oranžový pásek, který zasahuje na obou stranách hlavy až k očím. Ze středu tohoto pásku vybíhá žlutý pruh, který pokračuje k vrcholu hlavy. Svrchní strana křídel je převážně sytě zelená, avšak vnějších několik letek je svrchu modrých až černých, což lze vidět dobře za letu a částečně i při složení křídla. Zobák je světle modrošedý s černými okraji a zakončením. Ozobí je šedočerné. Duhovky bývají oranžovočervené až červené. Oční kroužek je tenký, šedočerný až černý. Nohy jsou většinou hnědočerné, občas narůžovělé. Samice i samec si jsou velmi podobní, nicméně samice bývá o něco menší a mívá fádnější zbarvení opeření. Juvenilní jedinci jsou také mdlejších barev, především pak jejich pásky.
V terénu lze kakarikiho horského od kakarikiho žlutočelého rozlišit podle dvou hlavních znaků, a sice oranžového příčného pásku nad ozobím a oranžovými skvrnami na kostřeci; jak pásek, tak kostřecí skvrny jsou u kakarikho žlutočelého karmínově zbarvené. Pro tyto rozpoznávací znaky je však potřeba velmi dobrý výhled. Juvenilní jedince lze rozlišit jen stěží, protože jejich pásky nemají výrazné zabarvení.

## Biologie

### Chování

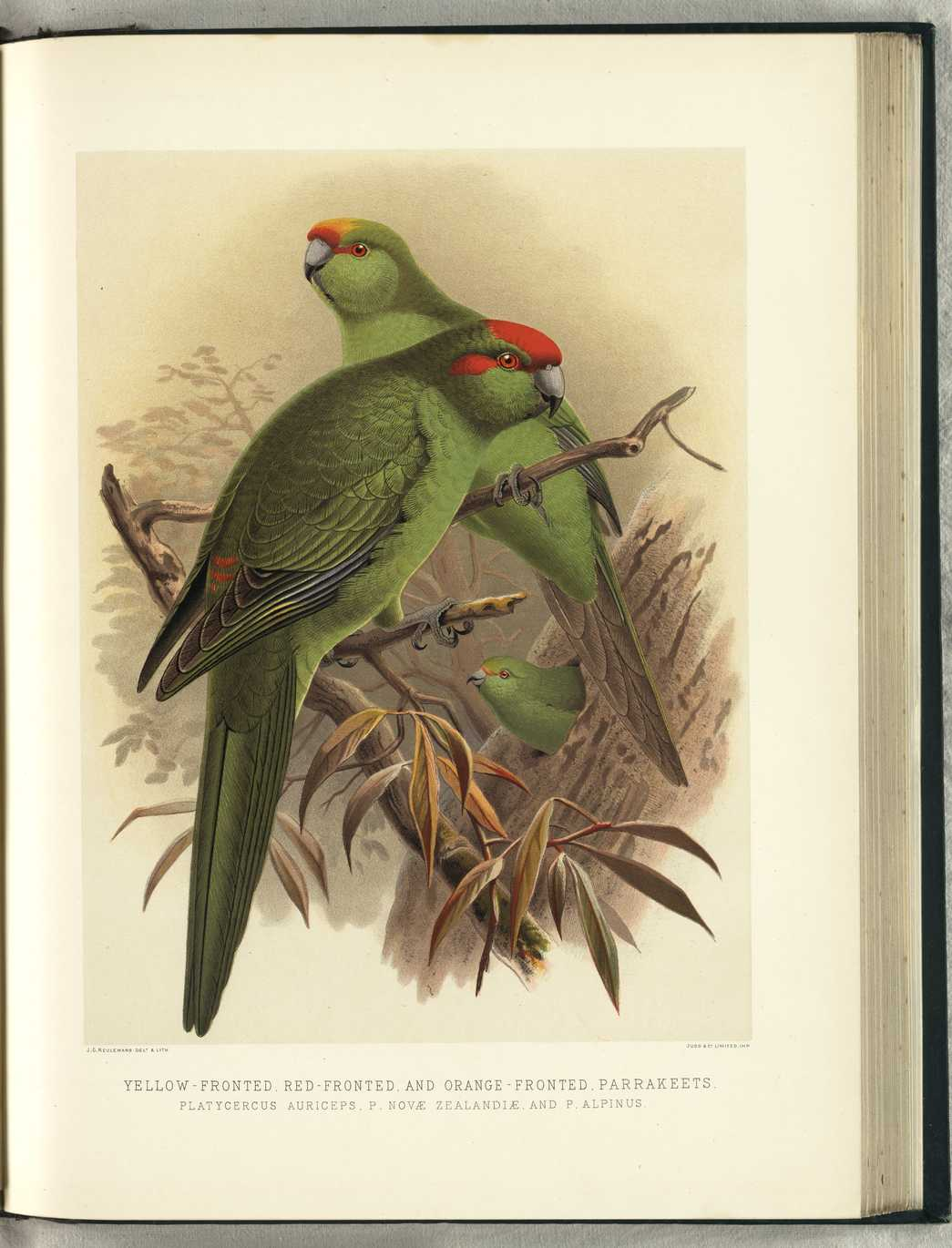
Kakariki rudočelý (v popředí), kakariki horský (za ním) a kakariki žlutočelý (vykukujíce ze stromu) (John Gerrard Keulemans, 1888)

Kakariki horský se na rozdíl od některých jiných kakarikiů hlasově příliš neprojevuje, pročež je poměrně těžké ho zaznamenat ve volné přírodě. I když člověk uslyší jeho tiché štěbetání, lokalizace ptáka ve stromoví je extrémně obtížná. Ke zmatení přispívá i blízká podobnost s kakarikijem žlutočelým. Nejčastější zvukový projev kakarikiho horského zahrnuje hlasitý štěbetavý zpěv různé intenzity a délky. Kontaktní volání v páru jsou poněkud slabší a jemnější. Volání v době zásnubního krmení a kopulace jsou poměrně jasně odlišitelné od ostatního vokálního repertoáru druhu a zahrnují pouze jediný tón.
Nejvíce času tráví v nejhořejších patrech stromoví na tenkých větvičkách. I když se může vyskytovat na různých stromech, druh je úzce spojován s pabuky (Fuscospora spp.), na kterých tráví až 90 % času a ve kterých také nejčastěji hnízdí. Občas je k vidění s některými jinými hmyzožravými druhy ptáků jako je pištec žlutý, což bývá dáváno do souvislosti se společným sbíráním hmyzu.

### Hnízdění
K hnízdění může docházet po celý rok, avšak nejčastěji kakarikijové zahnízdí mezi prosincem a dubnem. Výběr hnízdní lokace, stavbu hnízda a inkubaci zajišťuje pouze samice. Hnízdí v dutinách stromů, a to nejčastěji živých, část (cca pětina) kakarikijů zahnízdí i ve stojících uschlých stromech. Kakarikijové hnízdí průměrně 11 metrů nad zemí (interval 2–21 m). Dutiny se nachází nejčastěji v kmenech, méně často ve větších větvích. Otvor do hnízda mívá nejméně 20×40 mm. Dutina nebývá příliš hluboká; nejčastější hloubka je kolem 25 cm, maximálně 1 metr a někdy bývá otvor pouze horizontální bez dutiny směřující dolů. Na dně dutiny samice postaví hnízdo šálkovitého tvaru z dostupného rostlinného materiálu.
Ke kopulaci dochází na stromě nedaleko hnízda. Samec nejdříve naláká samici jemným švitořením, načež samice po příletu přikrčí tělo a začne vydávat vysoce položené žebrající zvuky po dobu kolem jedné minuty. Samec mezitím poskakuje na větvích kolem samice, než se snese vedle samice a vyleze jí na hřbet. Jak samec tak samice pak stáhnou ocas a dojde ke kopulaci trvající 20–30 vteřin. Průměrná velikost snůšky je cca 7 vajec, nicméně samice může snášet 1 nebo až 10 vajec. Bílá vejce jsou kladena ve dvoudenních intervalech, rozměr vejce je 23×19 mm. Inkubace trvá 21–26 dní. V této době zajišťuje potravu samice její druh, avšak samice též pravidelně opouští hnízdo a shání potravu společně se samcem. O vyklubaná ptáčata se prvních 10–14 dní stará pouze samice, poté začne potravu doručovat i samec. Ptáčata zůstávají na hnízdě 35–45 dní. Po prvním letu zůstávají v blízkosti hnízda po další cca 4 týdny. V této době jim nadále shánějí potravu oba rodiče, načež se ptáčata začnou postupně potravně osamostatňovat.
Pokud dojde k selhání snůšky, běžně dochází k náhradní snůšce. V případě hojnosti potravy (např. v době semenných roků) mohou kakarikijové horští vyvést dokonce 3–4 snůšky za rok. Snůšky se mohou částečně překrývat, tzn. samice může začít s kladením nové snůšky ještě v době, kdy se stará o vylíhlá mláďata na jiném hnízdě. V takových případech se o vylíhlá mláďata stará pouze samec, zatímco samice inkubuje novou snůšku. K formování párů dochází kolem 7. roku života.

### Potrava
Krmí se semeny, květy, pupeny a bezobratlými živočichy. V semenných letech tvoří dominantní složku potravy semena pabuků, která tvoří i hlavní složku potravy mláďat. Bezobratlé živočichy sbírá hlavně na jaře.

## Rozšíření a populace

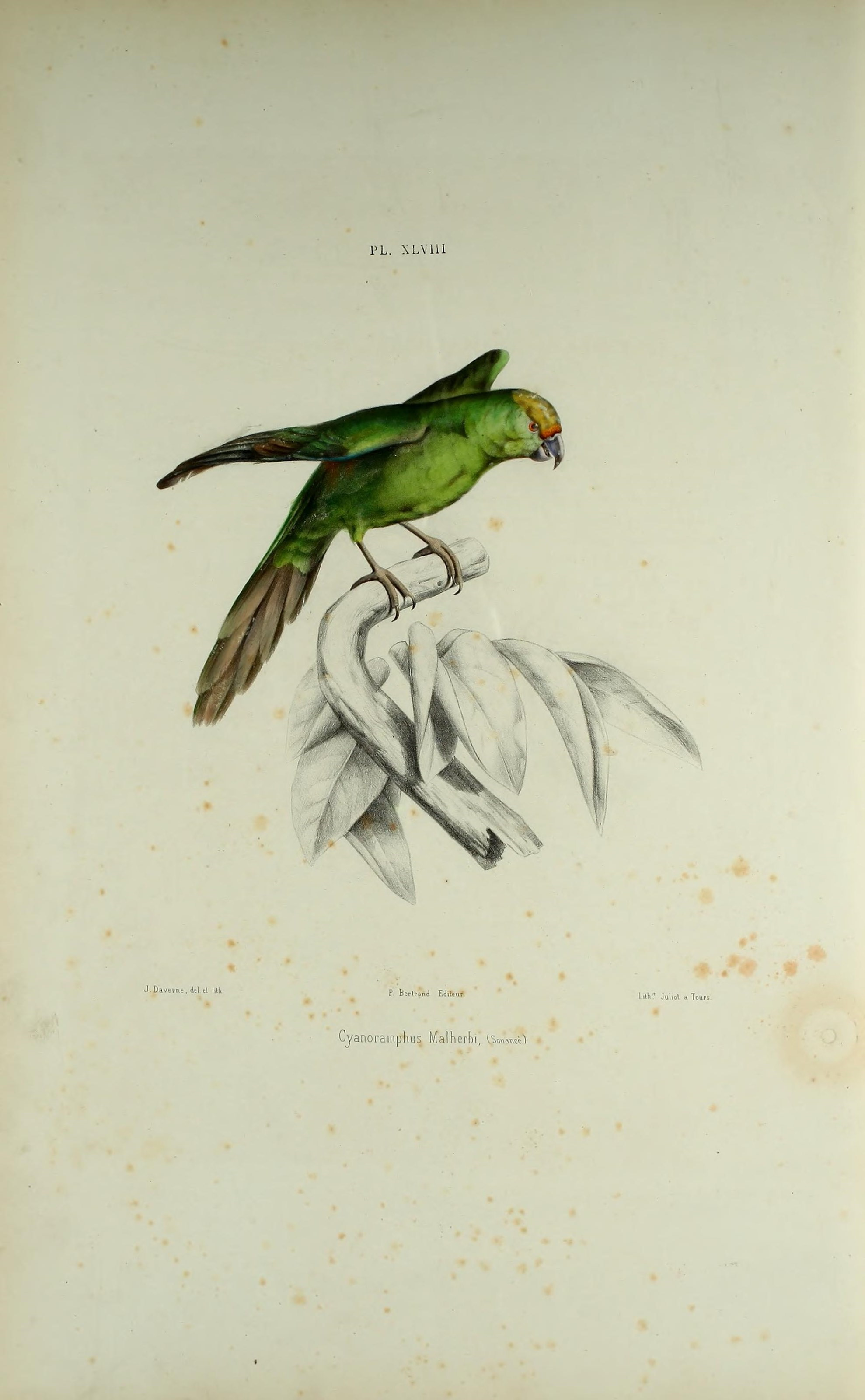
Ilustrace kakarikiho horského (1857)

Kakariki horský je rozšířen pouze ve třech lokalitách na východě Jižního ostrova v regionu Cantebury. Jedná se o původní pabukové lesy v údolí řek Poulter, Hawdon, Andrews a jižní Hurunui. I v těchto lesích je jejich výskyt značně roztříštěný a na většině území těchto mohutných údolí se kakarikiové horští vůbec nevyskytují, na druhou stranu na několika místních lokalitách mohou být relativně hojní. Vyskytují se takřka výhradě v nížinatých pabukových lesích, občasně zavítají i do subalpínských travnatých otevřených ploch či do řešetlákovité (Discaria toumatou) kleče. I přes občasný výskyt v subalpínském habitatu a druhové jméno horský se nejedná o alpínský ptačí druh, nejvyšší nadmořská výška výskytu druhu je kolem 1300 m n. m. Vedle zmíněných lokací na novozélandské pevnině byli kakarikijové horští introdukováni na ostrovy Te Hoiere (Maud), Blumine Island / Ōruawairua (oba ostrovy v Marlborough Sounds), ostrov Te Kākahu-o-Tamatea ve Fiordlandu a Mayor Island / Tūhua v Bay of Plenty.
Celkovou populaci je velmi složité odhadnout, jelikož kakariki horští jsou poměrně tiší, jejich zbarvení kryptické a v areálu výskytu jsou poměrně nepočetní. K roku 2022 se velikost populace odhadovala na méně než 100 jedinců na novozélandské pevnině, a kolem 200–300 na pobřežních ostrůvcích.

## Ohrožení a ochrana

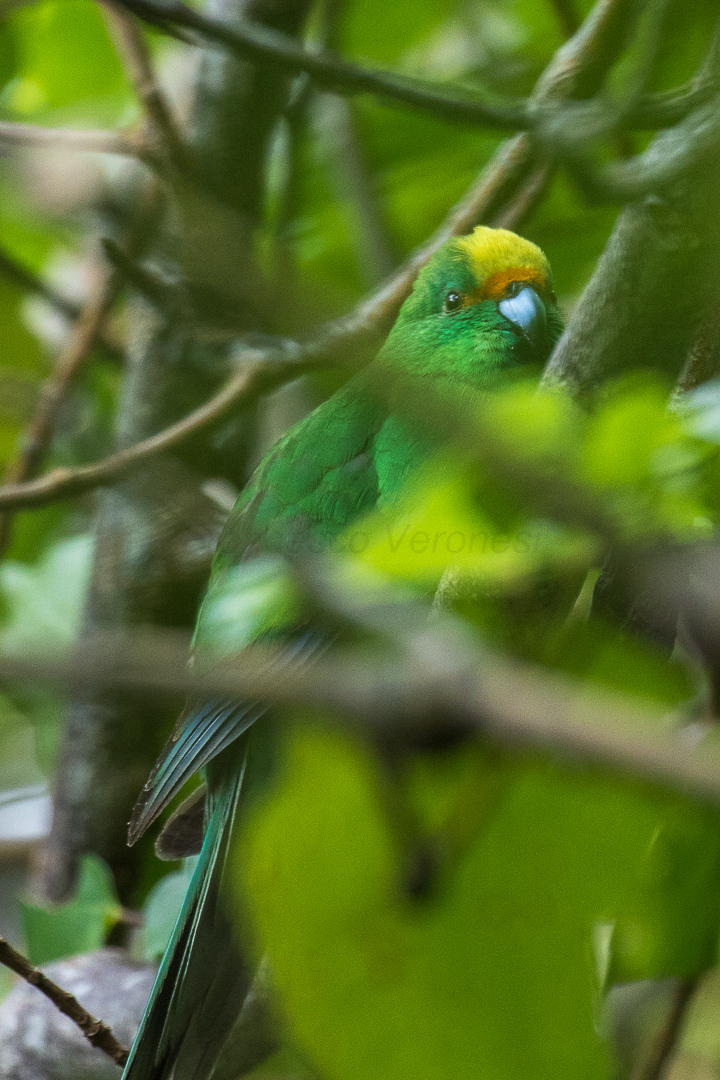
Kakariki horský v novozélandské buši s patrným oranžovým páskem

Kakariki horský byl kdysi rozšířen po celé ploše Nového Zélandu, nicméně následkem introdukce nepůvodních savců (zejména krys a hranostajů), kteří začali papoušky lovit, se jejich populace začaly rapidně zmenšovat. V letech 1999–2000 populace zbývajících cca 500–700 jedinců zkolabovala na posledních cca 100–200 papoušků. Kolaps způsobil rapidní nárůst počtu predátorů během semenného roku pabuků. Během semenného roku, který nastává každých několik let, se na stromech – v tomto případě pabucích – urodí násobně větší množství semen než v běžných rocích. Hojnost snadno dostupné potravy vede k přemnožení savců, kteří po vyžrání semen obrátí svou pozornost na místní ptactvo, v tomto případě kakarikije horské. Místní ochranáři z Ministerstva památkové péče proti přemnožení predátorů během semenných let typicky bojují zintenzivněním kontroly predátorů (tzn. shazováním více otravných tablet jedu 1080, než je obvyklé). Ke kontrole predátorů však nemůže docházet na celém území Nového Zélandu a ochranáři tak musí prioritizovat, takže se zaměřují na lokality, které chrání unikátní druh nebo populaci. V době, kdy kakariki horský nebyl uznán za samostatný druh, se tak nestal prioritou ochranářských snah a teprve po uznání samostatného druhu se začalo s intenzivními záchrannými pracemi. V té době však byl druh na pokraji vyhynutí.
Po uznání kakarikiho horské za samostatný druh se stalo prioritou ochranářů přemístění části zbývající populace na novozélandské menší pobřežní ostrovy, kde se nenachází žádní predátoři. Od roku 2005 došlo k následujícím translokacím:
- Te Hoiere (Maud), Marlborough Sounds – přemístěno 68 jedinců.
- Blumine Island / Ōruawairua, Marlborough Sounds – přemístěno 61 jedinců.
- Te Kākahu-o-Tamatea, Fiordland – přemístěno 46 jedinců.
- Mayor Island / Tūhua, Bay of Plenty – přemístěno 95 jedinců.

I když se translokace z počátku jevily jako velmi úspěšné, poměrně rychle došlo ke stabilizaci populace na nízkých počtech. Vedle translokací dochází k ochraně druhu pomocí kontroly predátorů (typicky pomocí jedu 1080) a ochrany hnízd pomocí plechových štítů, které se připevňují na kmeny stromů s hnízdícími karakijemi. Kluzký plech zabraňuje savčím predátorům ve vyšplhání na strom a vyplněné hnízd. Důležitými nástroji v ochraně druhu jsou i vědecký výzkum a množení kakarikijů horských v zajetí a jejich následné vypuštění do volné přírody.
Vedle hranostajů a krys představuje hrozbu karakiů i kusu liščí, který je taktéž znám požíráním vajec i ptáků, a různí kopytníci, kteří urychlují degradaci původního habitatu. Pěnkavy patrně konkurují kakarikijům v potravě a špačci obecní zase v hnízdních stanovištích. Mláďata na hnízdě bývají snadnou kořistí pro zdivočelé kočky. Dalším problémem druhu je nevyváženost pohlaví v populaci. Savčí predátoři totiž často útočí na hnízda, kde zrovna inkubuje samice, a tak společně s mláďaty usmrtí i samici. Studie z roku 2006 zaznamenala poměr samců k samicím mimo hnízdí období 0,56–0,66 ve prospěch samců. Tento nepoměr v době hnízdění vzrostl až na 0,68–0,74, tzn. až 74 % samců v populaci. Tato nevyváženost není tak vysoká jako u některých jiných druhů, nicméně vzhledem k nepočetné populaci kakarikijů horských může taková nevyváženost pohlaví představovat zásadní problém. Kakarikije horské ohrožuje i cirkoviróza, která se objevila u několika jedinců.